# مقياس تيار زئبقي ذو محرك
مقياس تيار زئبقي ذو محرك الجهاز الشائع من هذه الأنواع من أجهزة القياس ذات المحرك هو جهاز القياس الزئبقي الفرنتي وهو جهاز لقياس التيار المستمر يُصنف كأحد أجهزة قياس التيار ذات المحرك، وهو في الأساس محرك وفيه يُكَون مجال مغناطيسي بواسطة مغناطيس ثابت يُعرف بمغناطيس الإدارة، كما يوجد مغناطيس ثابت آخر يُستخدم في توليد عزم الفرملة، وتُصنع أقطاب المغناطيس من الصلب المعتدل.
ويحتوي أيضاً على ألواح دائرية الشكل من النحاس تثبت بها أجزاء الأقطاب المغناطيسية، كما تُوضع حلقة من الفبر لها نفس قطر ألواح النحاس بين هذه الألواح، والألواح والحلقة يشكلا صندوق دائري مجوف الذي يدور فيه القرص النحاسي، ويُملأ باقي الفراغ بالزئبق الذي يعطي دفعاً إلى أعلى للقرص النحاسي، وبالتالي يُقلل الضغط على كراسي التحميل، ويُثبت القرص على عمود الدوران، بحيث أن وزن هذا العمود يؤدي إلى أنه يغوص فقط في مسار الزئبق، أما جزء العمود العلوي فإنه ذو سنون دودية مرتبطة بعجلة مسننة بنظام التسجيل.
ويدخل تيار التشغيل من الطرف الموجب، المتصل بنقطة الاتصال المركزية لمسار الزئبقي ويمر خلال الزئبق والقرص النحاسي من محيط القرص إلى مركزه.
وعندما يمر التيار خلال القرص النحاسي، يتولد عزم التشغيل والذي يؤثر على محور الدوران، وهذا العزم هو نتيجة التفاعل بين المجال المغناطيسي الثابت، والتيار المار بالقرص، وتحت تأثير عزم التشغيل يبدأ القرص بالدوران مثل المنتج في المحرك.
ويقطع القرص الدائر المجال المغناطيسي لمغناطيس الفرملة، فتتولد تيارات دوامية في القرص والتي بدورها تولد العزم الفرملي، وهذا العزم يتناسب مع سرعة دوران القرص وعند الوصول إلى إلى استقرار سرعة القرص القرص، يكون عزم الدوران مساوياً لعزم الفرملة، وعزم التشغيل يتناسب مع التيار المار بالجهاز، أما عزم الفرملة فإنه يتناسب مع سرعة دوران القرص وتساوي العزمين، بمعنى آخر أن سرعة القرص تتناسب مع التيار المار بالجهاز.
وبذلك يكون عدد اللفات (أو الدورات) التي تمت في زمن معين سوف تتناسب مع تكامل {\displaystyle \int idt}، أي تتناسب مع كمية الكهرباء.
ولكي يُعوض احتكاك الزئبق، يوضع قضيبين من الحديد عبر المغناطيسين الثابتين، أحدهما فوق مسار الزئبق والآخر تحته، والقضيب السفلي يحمل ملف تعويض صغير يتكون من عدد قليل من اللفات والتي يمر من خلالها تيار الحمل، حيث ينشئ هذا الملف مجال مغناطيسي محلي، بحيث يقوي المجال المغناطيسي لمغناطيس التشغيل، ويُضعف المجال المغناطيسي لمغناطيس الفرملة، وبالتالي يتم تعويض الاحتكاك.
ويعمل هذا الجهاز أساساً كأمبير - ساعة (A-H)، ومع ذلك فإنه يمكن معايرته ليقرأ واط - ساعة (W-H) أو (Kw-H) وذلك عند جهد ثابت.
ولكي نقلل من الأخطاء بسبب تغير درجة الحرارة في احتكاك سائل الزئبق وفي مجال المغناطيس الدائم، يستخدم توازي مغناطيس قابل للضبط من مقاومة ذات معامل حراري صغير، غالباً ما تستخدم في جهاز A-H، بحيث أن قوة المجال المغناطيسي للمغناطيس الثابت يمكن تغييرها.
وتستخدم هذه الأجهزة لقياس الخدمات المنزلية، وتتميز بالآتي :
1. تركيب بسيط.
2. هبوط صغير في الجهد على جهاز القياس.
3. سعة حمل كبيرة وبدون استخدام مقاومة التوازي.
4. قوة احتكاك ابتدائية صغيرة نتيجة الضغط الصغير على كراسي التحميل.

## تطوير جهاز قياس الـــ(واط - ساعة) (W-H)
إذا تم إحلال المغناطيس الثابت المستخدم لإنتاج عزم التشغيل في جهاز قياس A-H بواسطة مغناطيس كهرومغناطيسي ملفوف وموصل على التوالي بمقاومة عبر المصدر، يؤدي هذا إلى الحصول على جهاز قياس W-H، وبالنسبة لأي تغيير في جهد المنبع، فإن فيض التشغيل يمكن أن يكون متناسباً مع جهد المصدر، ويكون عزم التشغيل متناسباً مع حاصل ضرب هذا الفيض والتيار المار بالقرص، أي متناسباً مع حاصل ضرب جهد المصدر والتيار، أي متناسباً مع القدرة، وبالتالي مع وجود تيار الفرملة فإن جهاز القياس يسجل قيمة الطاقة مباشرة.
في بعض أنواع أجهزة القياس، فإن القرص يتم عمل مجاري نصف قطرية به لزيادة التأكيد على سريان التيار في الاتجاه النصف القطري، هذا التيار الداخل والخارج من القرص خلال نقط الاتصال الزئبقية، عند النقطة النصف قطرية العكسية. ومثل هذا القرص لا يمكن استخدامه للتيار العشوائي الفرملي، لكن العزم الفرملي نحصل عليه من قرص آخر مثبت على نفس عمود محور الدوران لكنه خارج غرفة الزئبق، ويدور بين أقطاب مغناطيس ثابت، يعرف بمغناطيس الفرملة.
ولتعويض احتكاك المائع عند سرعات الدوران العالية يتم تحقيق ذلك بأخذ لفة أو لفتين من أطراف التيار حول أقطاب المغناطيس الكهرومغناطيسي حتى يتم تقوية مجاله عندما يكون الحمل ثقيلاً.
وبسبب التخلف المغناطيسي في المغناطيس الكهربائي، فإنه يوجد نقص في التناسب الكامل بين فيض المغناطيس، والجهد الذي يخلفه، وبالتالي فإن جهاز القياس المعدل هو فقط جهاز قياس A-H مع تعويض لتغيرات الجهد أكثر منه جهاز حقيقي لقياس الطاقة.